# Rio Kaaimans
Rio Kaaimans é um rio da África do Sul.